# Final Justice (1985)
Final Justice is een Amerikaanse film uit 1984, met in de hoofdrol Joe Don Baker. De film werd geregisseerd door Greydon Clark.

## Verhaal
De film volgt een Texaanse sheriff genaamd Thomas Jefferson Geronimo III. Hij jaagt op een lid van de Italiaanse maffia die zijn partner heeft vermoord, en gaat niets of niemand uit de weg om hem te vinden. Hij vindt de crimineel, genaamd Joseph Palermo, uiteindelijk, en neemt hem mee naar Europa. Daar raakt hij hem weer kwijt in de stad Valletta. Ondanks dat hij niet in zijn eigen land is en dus niet bevoegd om iets te doen, gaat Thomas toch zelf op jacht naar Palermo. Al snel draait de jacht uit op een kat-en-muisspel met veel vuurwapens.

## Rolverdeling
| Acteur              | Personage                                    |
| ------------------- | -------------------------------------------- |
| Joe Don Baker       | Deputy Sheriff Thomas Jefferson Geronimo III |
| Rossano Brazzi      | Don Lamanna                                  |
| Venantino Venantini | Joseph Palermo                               |
| Patrizia Pellegrino | Gina                                         |
| Bill McKinney       | Chief Wilson                                 |
| Helena Abella       | Maria                                        |
| Lino Grech          | Supt. Mifsud                                 |
| Tony Ellul          | Young Officer                                |
| Joe Theuma          | Fosta                                        |
| Bettina Amato-Gauci | Anna                                         |
| Joe Quattromani     | Bartender                                    |

## Achtergrond
De film werd bespot in de cultserie Mystery Science Theater 3000. Daarmee was dit de tweede film met Don Baker die werd bespot in de serie. De eerste was Mitchell, waarna een paar referenties werden gemaakt.